# Papieski Uniwersytet Katolicki w Peru
Papieski Uniwersytet Katolicki w Peru (hiszp.: Pontificia Universidad Católica del Perú),  – założony w 1917 r. przez O. Jorge Dinthilac prywatny uniwersytet peruwiański z siedzibą w Limie. W 2012 sekretarz stanu Państwa Watykańskiego Tarcisio Bertone wydał dekret wycofujący tytuły "papieski" i "katolicki", nadane przez papieża Piusa XII, jednak uniwersytet nadal używa ich w nazwie.

## Wydziały
- Wydział Humanistyki – kierunki: archeologia, filozofia, historia, językoznawstwo i literatura hiszpańskojęzyczna, geografia i środowisko, psychologia, praca społeczna i technologia informacji.
- Wydział Nauk Społecznych – kierunki: antropologia, socjologia, ekonomia i politologia.
- Wydział Sztuk Scenicznych – kierunki: taniec, muzyka, teatr.
- Wydział Sztuk Pięknych – kierunki: malarstwo, rzeźba i grafika.

Oprócz wymienionych są jeszcze wydziały: Architektury, Prawa, Nauk Ścisłych, Edukacji, Medioznawstwa i inne.

## Centra
Częścią Uniwersytetu Katolickiego są: Centrum Kulturalne, Centrum Językowe, Centrum Studiów Dalekiego Wschodu, Instytut Riva Agüero i inne.

## Uniwersytet w liczbach
Uniwersytet Katolicki liczy obecnie ponad 18 tysięcy studentów. Oprócz tego jest ponad 5 tysięcy osób robiących studia podyplomowe.

## Rektor
Rektorem Uniwersytetu jest obecnie Dr. Marcial Rubio Correa.